# Femmes et changement climatique au Rwanda
 (mai 2023).

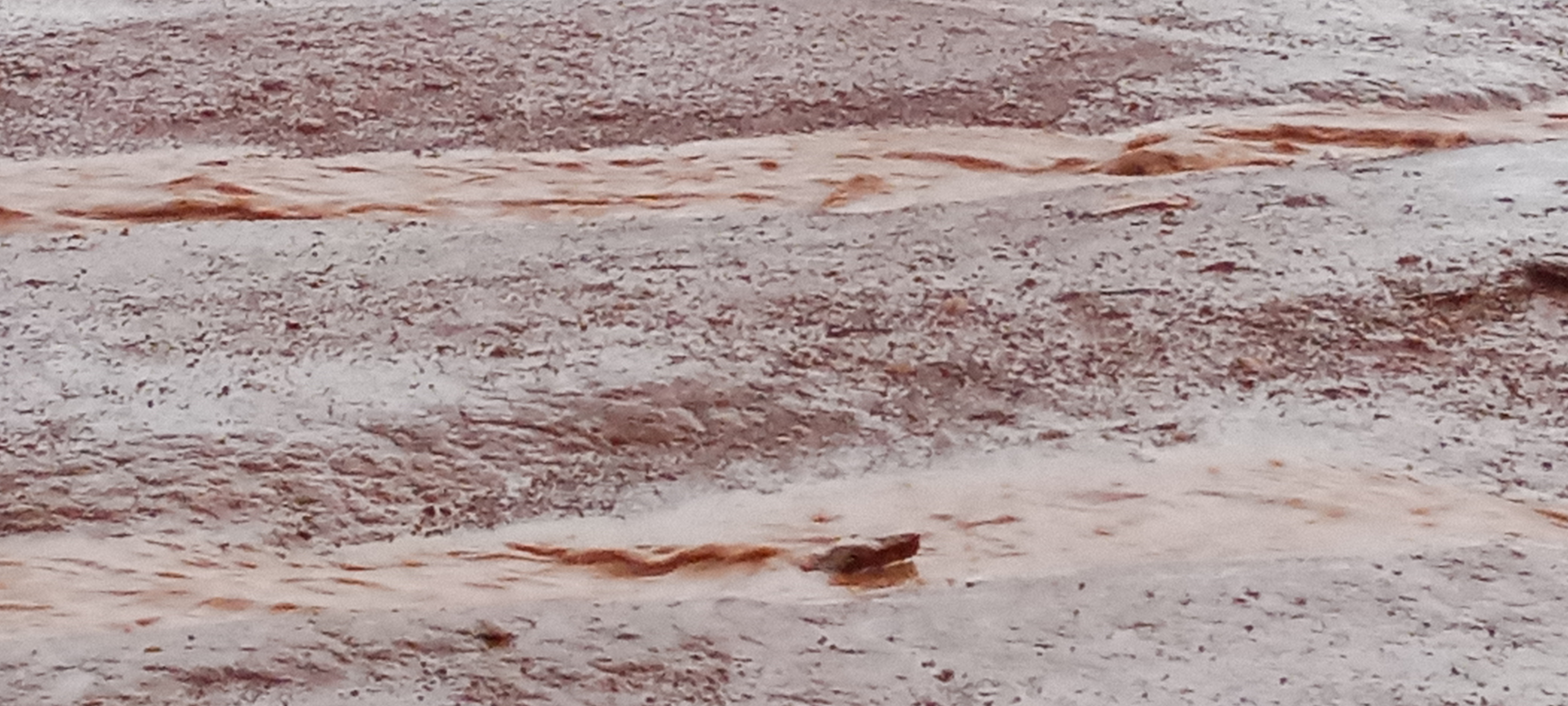
Rwanda

Le  Rwanda est caractérise par le climat équatorial mais le climat change et devient tempéré en raison de l’altitude.  
L'hiver est de juillet à septembre. La saison des pluies commence en septembre et s’achève en décembre. Elle recommence de mars à mai.

## Effets du changement climatique pour les femmes rwandaises

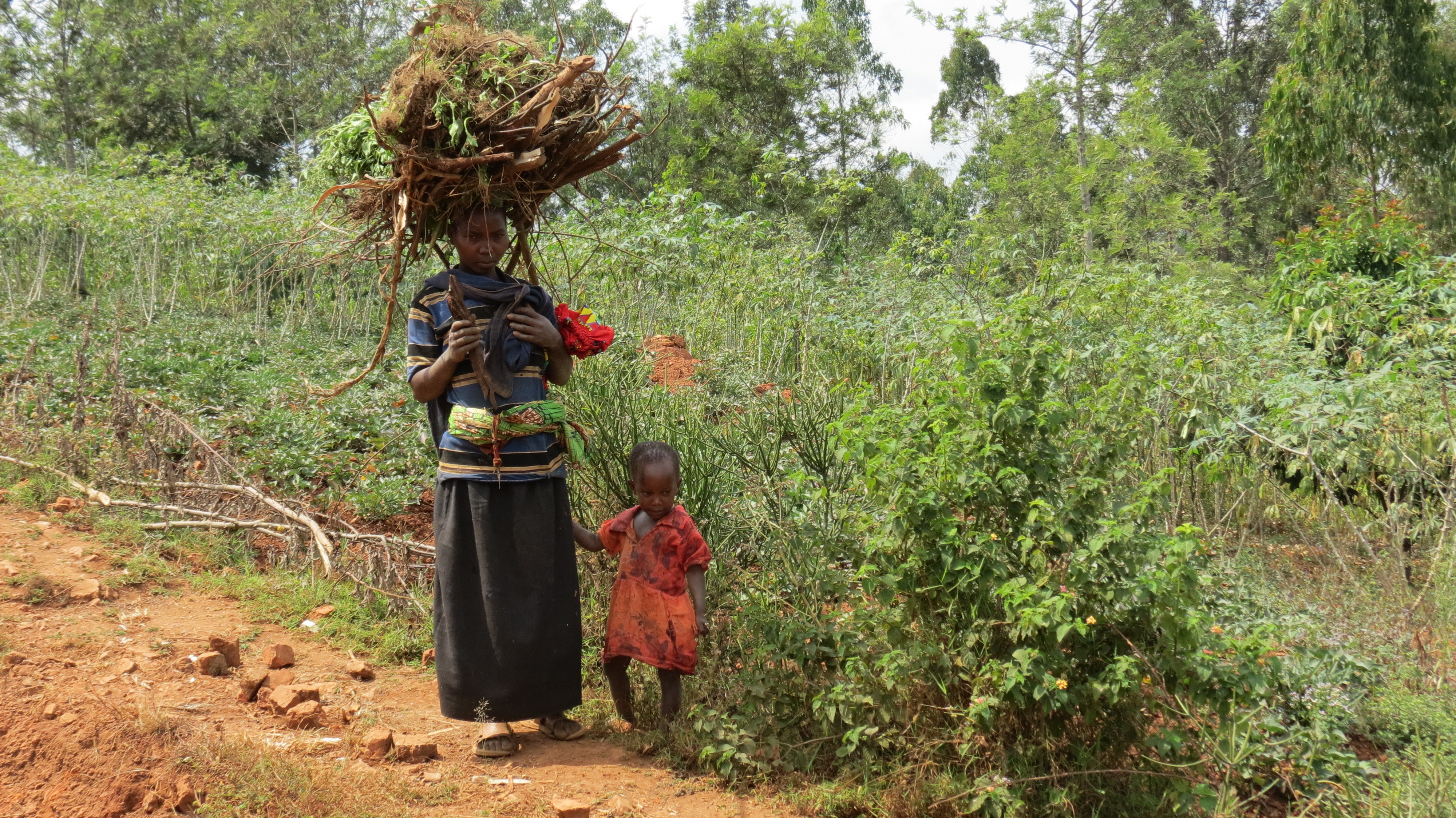
Une femme et son enfant viennent au champ

Au Rwanda comme dans les autres pays d'Afrique, les femmes ont un faible pouvoir de décision sur les choix importants de leurs propres ménages. Elles ont une forte dépendance dans l'exploitation des ressources naturelles. Cette faiblesse est due à l'accès aux ressources. 